# ماغني سيمونسين
ماغني سيمونسين (بالنرويجية البوكمول: Magne Simonsen)‏ هو لاعب كرة قدم نرويجي في مركز ظهير ‏، ولد في 13 يوليو 1988 في Slemmestad ‏ في النرويج. شارك مع منتخب النرويج تحت 16 سنة لكرة القدم ومنتخب النرويج تحت 17 سنة لكرة القدم ومنتخب النرويج تحت 18 سنة لكرة القدم ومنتخب النرويج تحت 19 سنة لكرة القدم ومنتخب النرويج تحت 21 سنة لكرة القدم. أما مع النوادي، فقد لعب مع نادي فريدريكستاد ونادي لين ونادي مولده.

## وصلات خارجية
- ماغني سيمونسين على موقع اتحاد النرويج (النرويجية)
- ماغني سيمونسين على موقع قاعدة بيانات كرة القدم.إي يو (الإنجليزية)
- ماغني سيمونسين على موقع Soccerbase.com (لاعب) (الإنجليزية)
- ماغني سيمونسين على موقع Soccerway.com (الإنجليزية)
- ماغني سيمونسين على موقع AS.com (الإسبانية)